# KV57

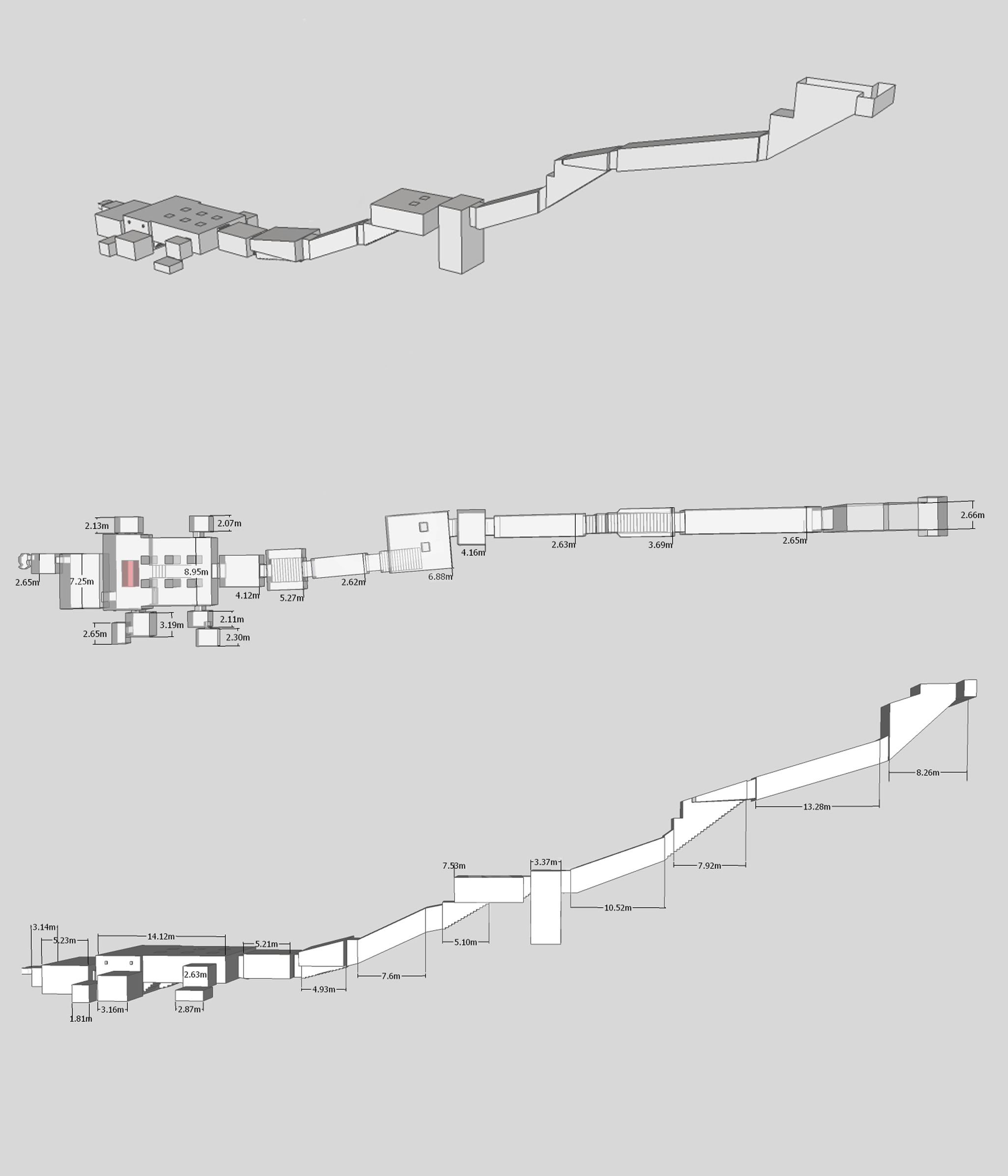
Hình ảnh cấu trúc bên trong của KV57 lấy từ một mô hình 3D

Ngôi mộ KV57 là một ngôi mộ Ai Cập cổ. Nó nằm trong Thung lũng của các vị Vua ở Ai Cập, đã được sử dụng cho việc chôn cất vị Pharaon cuối cùng Horemheb của Vương triều 18.

## Bản đồ vị trí các ngôi mộ
|  | Chủ đề Ai Cập cổ đại |